# Zürichgau
El Zürichgau fou una regió històrica de l'època medieval amb la ciutat de Zúric com a centre. Un primer comte a Zurihgauuia s'esmenta amb Pebó el 741/46. El Zürichgau va quedar separat definitivament al segle IX del Thurgau. Amb Ruadker el 819/20 s'iniciava una sèrie de comtes.
Era senyor del Zürichgau a les primeres generacions era de la família dels Eberhardings dels que van derivar més tard els comtes de Nellenburg.

## Comtes al Zürichgau
- Rupert o Robert o Ruadker/Cancor († després del 782) (dels robertins) 745 comte al Oberrheingau (Thurgau), 758 comte a Breisgau, 775/778 comte a Zürichgau, 754 advocat del monestir de Lorsch, casat amb Angila.

- Gerold (testimoniat a partir del 826, 832/34 per pocs anys també comte a Thurgau, a Zürichgau testimoniat fins al 867)[2]

- Hunfrid III, vers 850, comte a Zürichgau (de la família dels Burcardings)

- Eberard II (dels Eberhardings) vers 900, comte a Zürichgau casat amb Gisela